# Бур, Маргот
Маргот Брейдер-Бур (нидерл. Margot Breider-Boer; 7 августа 1985, Лейдердорп, Нидерланды) — нидерландская конькобежка, 2-кратная бронзовая призёр зимних Олимпийских игр 2014 года и 3-кратная бронзовая призёр чемпионата мира. Неоднократная чемпионка Нидерландов в спринтерском многоборье и на 500 м. Выступала за команду "Team Liga".

## Биография
Маргот Бур начала кататься на коньках в возрасте 3-х лет на замёрзших озёрах вокруг своего родного города, при поддержке своей племянницы Шанталь. Через год, в возрасте 4-х лет она вступила в местный клуб конькобежцев, в котором её отец был членом правления, а её сестра Эстер уже занимались шорт-треком. Кроме конькобежного спорта Маргот занималась балетом и с 7-ми лет теннисом, в котором у неё были громкие успехи, но в 13 лет ей пришлось делать выбор и она выбрала лёд.
С 1998 года она стала выигрывать одно соревнование за другим в категории юниоров, а в 2000 и 2001 годах выиграла чемпионат Нидерландов по спринту среди юниоров. В 2003 году одержала победы на дистанциях 500 и 1000 м на Юношеских играх Северной Европы и на чемпионате Нидерландов среди юниоров в многоборье. С сезона 2003/2004 выступала на чемпионатах Нидерландов, в Кубке мира с сезона 2004/2005. В 2007 стала чемпионкой Нидерландов на дистанции 500 м, и впервые заняла 3-е место на Кубке мира в Нагано и в Херенвене. 
В том же году дебютировала на чемпионате мира в Хамаре и заняла 6-е место в спринтерском многоборье. В 2009-м вновь стала чемпионом в спринтерском многоборье на Национальном чемпионате и заняла 4-е место в спринте на чемпионате мира в Москве, а на чемпионате мира по отдельным дистанциям в Ричмонде заняла 3-е место на 1000 м. 
В сентябре 2009 года получила награду "Ard Schenk Award", как лучший конькобежец года в Нидерландах. Бур заняла 2-е место в многоборье на чемпионате Нидерландов по спринту в 2010 году и на Олимпийских играх в Ванкувере участвовала на трёх дистанциях. Стала дважды 4-й на 500 и 1500 м, а также 6-й на 1000 м.
В 2011 году завоевала 1-е место на чемпионате Нидерландов в спринте и выиграла "бронзу" на чемпионате мира по спринту в Херенвене. Через год вновь стала первой на национальном чемпионате в многоборье и заняла 4-е место в спринте на чемпионате мира в Калгари, а в марте выиграла "бронзу" на дистанции 1000 м на чемпионате мира по отдельным дистанциям в Херенвене.
В 2013 году она поднялась на 7-е место в спринте на чемпионате мира в Солт-Лейк-Сити, а в 2014 году заняла 4-е место в чемпионате мира в Нагано. В феврале Бур участвовала на зимних Олимпийских играх в Сочи. 11 февраля в двухраундовом забеге на 500 м она завоевала бронзовую медаль с общим результатом 75,48 сек, а 13 февраля на дистанции 1000 м вновь взяла "бронзу" со временем 1:14,90 сек.
В марте 2014 она в очередной раз выиграла чемпионат Нидерландов в спринтерском многоборье, а в 2015 заняла 3-е место. В том же году на чемпионате мира в Астане стала 7-й в спринте и 11-й на дистанции 500 м в чемпионате мира по отдельным дистанциям в Херенвене. 
В 2016 году выиграла в забеге на 500 м на чемпионате Нидерландов и заняла 3-е место в многоборье, а на  чемпионате мира в Коломне вновь стала 11-й в забеге на 500 м. В марте 2016 заявила о завершении карьеры спортсмена.

## Личная жизнь
Маргот Бур окончила в 2007 году Амстердамский университет прикладных наук в степени бакалавра экономики коммерческого спорта, в 2011 году окончила Открытый университет Нидерландов на факультете психологии. С 2015 по 2017 обучалась в Институте Йохана Кройфа в области спортивного менеджмента, параллельно работала менеджером по коммуникациям в "Medicc Sports International" с 2016 по 2017 года. В феврале 2018 года открыла голландский дом Хейнекен для приёма олимпийцев и их родственников на олимпиаде в Пхёнчхане, а с ноябре 2018 по-настоящее время ведёт самостоятельные курсы и курсы ледового катания. Её хобби - играет в теннис, слушает музыку, собирает пазлы. Вместе с мужем Арьяном Брейдером живут в Гронингене с 2020 года. У них родился сын Аарон в 2020 году. С февраля 2021 года она обучается на преподавателя начальных классов в Университете прикладных наук Ханзе в Гронингене.